# Хосефа Ортіс де Домінгес
Марія Хосефа Крещенсія Ортіс Тельєс-Хірон де Домінгес (ісп. María Josefa Crescencia Ortiz Téllez–Girón), більш відома як Хосефа Ортіс де Домінгес (ісп. Doña Josefa Ortiz de Domínguez; 8 вересня 1768, Вальядолід, Юкатан — 2 березня 1829, Мехіко) — інсургентка часів незалежності Мексики, вважається однією з перших учасниць змови Керетаро і ключовою фігурою на початку боротьби під проводом священика Мігеля Ідальго-і-Костільї в Долорес Ідальго. Вона була дружиною корехідора Керетаро Мігеля Домінгеса, через що в народі її називають Ла корехідора. Вона також була дружиною Мігеля Домінгеса, корехідора Керетаро.

## Біографія

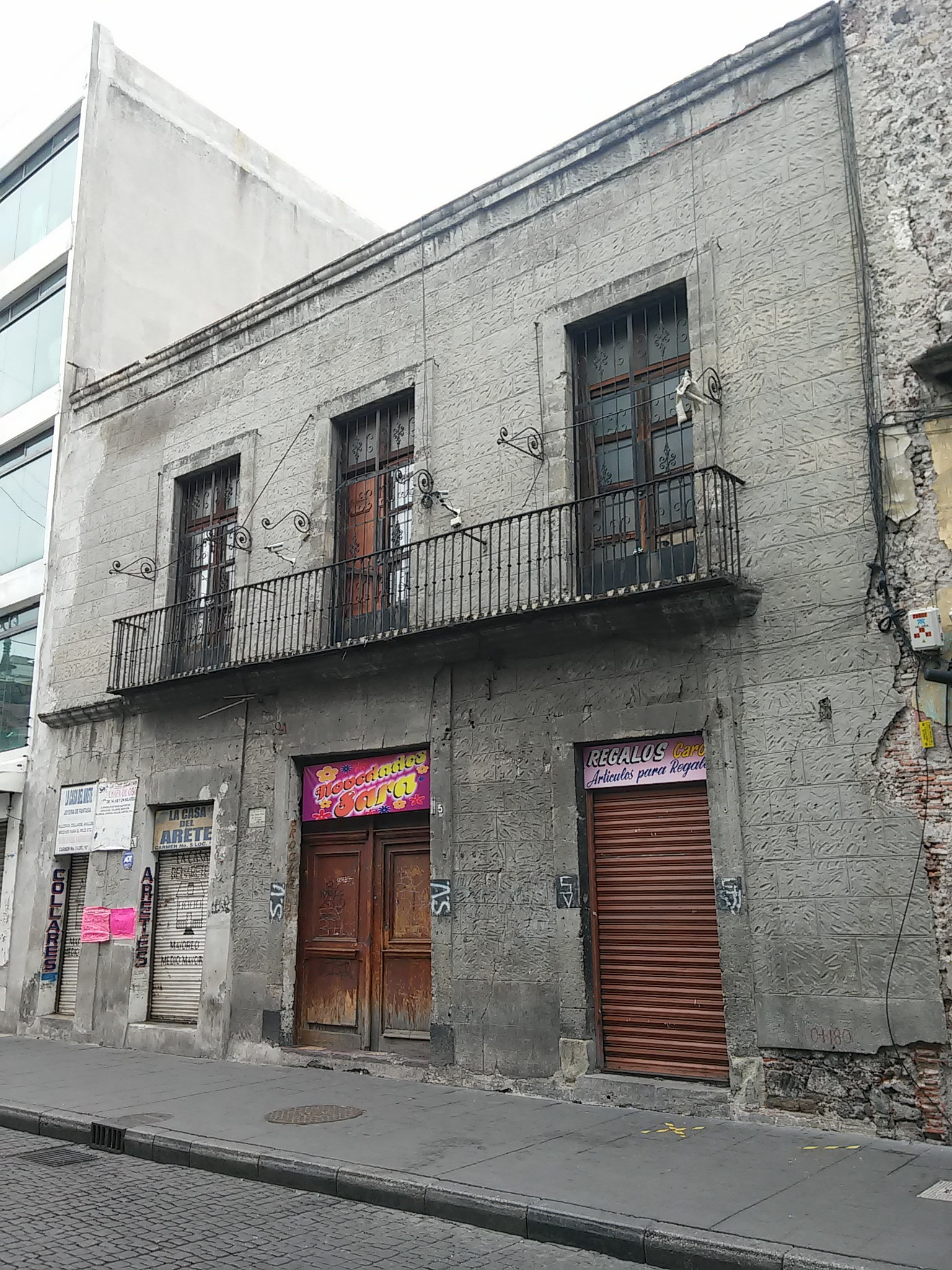
Будинок, де Хосефа Ортіс померла в 1829 році, на нинішній Калле дель Кармен номер 5, історичний центр Мехіко.

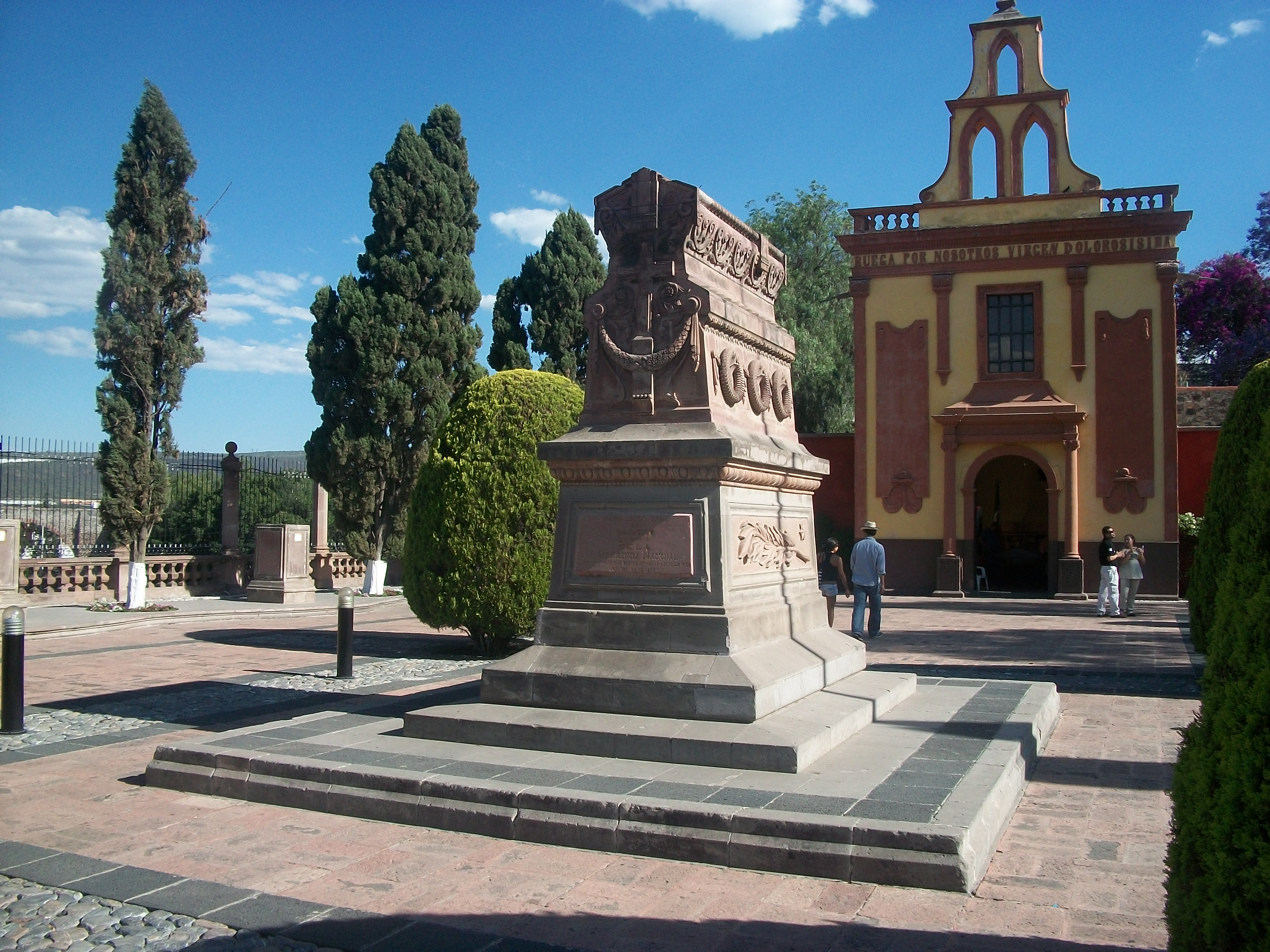
Гробниця Мігеля Домінгеса та Хосефи Ортіс у Пантеоні видатних керетанів.

Його батьками були Хосе Ортіс, капітан полку «Лос Морадос», і Мануела Тельєс-Хірон-і-Кальдерон, зі старовинного і знатного іспанського роду. Він народився в Мехіко, на нинішній вулиці Реґіна № 87, яка раніше називалася вулицею Сан-Феліпе-де-Ісус № 46.
Її батько загинув у бою, коли Хосефа була ще дитиною, а мати померла невдовзі після цього. В результаті Хосефа залишилася під опікою своєї старшої сестри, Марії Сотеро Ортіс, яка допомогла їй вступити до престижного Колегіо де лас Віскайнас в Мехіко. З певної нагоди Колегіум був прикрашений, щоб прийняти візит деяких офіційних осіб, серед яких був Мігель Домінгес, який закохався в неї і попросив дозволу відвідати дівчину, вони заручилися і 23 січня 1791 року одружилися в Митрополичій скинії в Мехіко. У 1802 році віце-король Нової Іспанії Фелікс Беренгер де Маркіна призначив Мігеля Домінгеса на посаду корехідора городу Сантьяго-де-Керетаро.
Хосефа, креолка за походженням, ототожнювала себе із знущаннями, яких зазнавала ця спільнота від гачупінів, як називали іспанців, народжених на півострові. Колоніальний режим вважав креолів громадянами другого сорту через те, що вони народилися в Новій Іспанії (колонії), а не в метрополії. Як наслідок, вони були відсунуті на другорядні посади в державному управлінні віце-королівства. Цей факт з роками викликав велике невдоволення, і креоли почали об'єднуватися в літературні гуртки, де поширювалися ідеї Просвітництва, заборонені католицькою церквою. Хосефа приєдналася до одного з таких товариств і через деякий час переконала свого чоловіка приєднатися до них. Згодом Мігель Домінгес припустився кількох стратегічних помилок щодо планування змовників.
Повстанці були готові взятися за зброю 1 жовтня 1810 року. Однак 13 вересня їх виявив зловмисник, який повідомив віце-королівству про діяльність літературної групи Керетаро . Мер міста Мігель Домінгес був змушений провести обшук у міських будинках з метою захоплення лідерів повстанців . Щоб захистити її, він замкнув дружину в зачиненій кімнаті. Незважаючи на вищесказане, Хосефа Ортіс де Домінгес змогла попередити священика Долорес, Мігеля Ідальго ; Хуан Альдама та Ігнасіо Алдама, клацаючи одним своїм черевиком об землю, мер Ігнасіо Перес почув дзвінок і під її керівництвом попередив священика міста Долорес, що в Гуанахуато, що змову було виявлено, тому парафіяльний священик закликав людей взятися за зброю під час меси на свято покровителя міста рано вранці 16 вересня 1810 року, що поклало початок війні за незалежність Мексики .
Як пише історик Алехандро Вільясенор у своїй книзі «Біографія героїв і каудильйо незалежності», Хуліан Вільягран ув'язнив оїдора Коладо, який повертався до Мексики після того, як дав привід змовникам, серед ув'язнених була і Хосефа, яка була звільнена згідно з домовленістю між Хуліаном Вільяграном і оїдором короля Коладо. Опинившись на волі, Хосефа продовжувала підтримувати повстанців, незважаючи на слабкість свого чоловіка, надсилаючи гроші та інформацію і не втрачаючи можливості переконати інших приєднатися до справи. Вона померла в Мехіко 2 березня 1829 року від плевриту. Через її дії та вплив на розвиток подій, що призвели до початку Війни за незалежність, і, перш за все, через те, що вона була основним персонажем, який спричинив початок цієї війни, її стали вважати Матір'ю Мексиканської Батьківщини[6]. Її тлінні останки в даний час покояться в Пантеоні славетних керетано в городi Сантьяго-де-Керетаро.

## Спадок

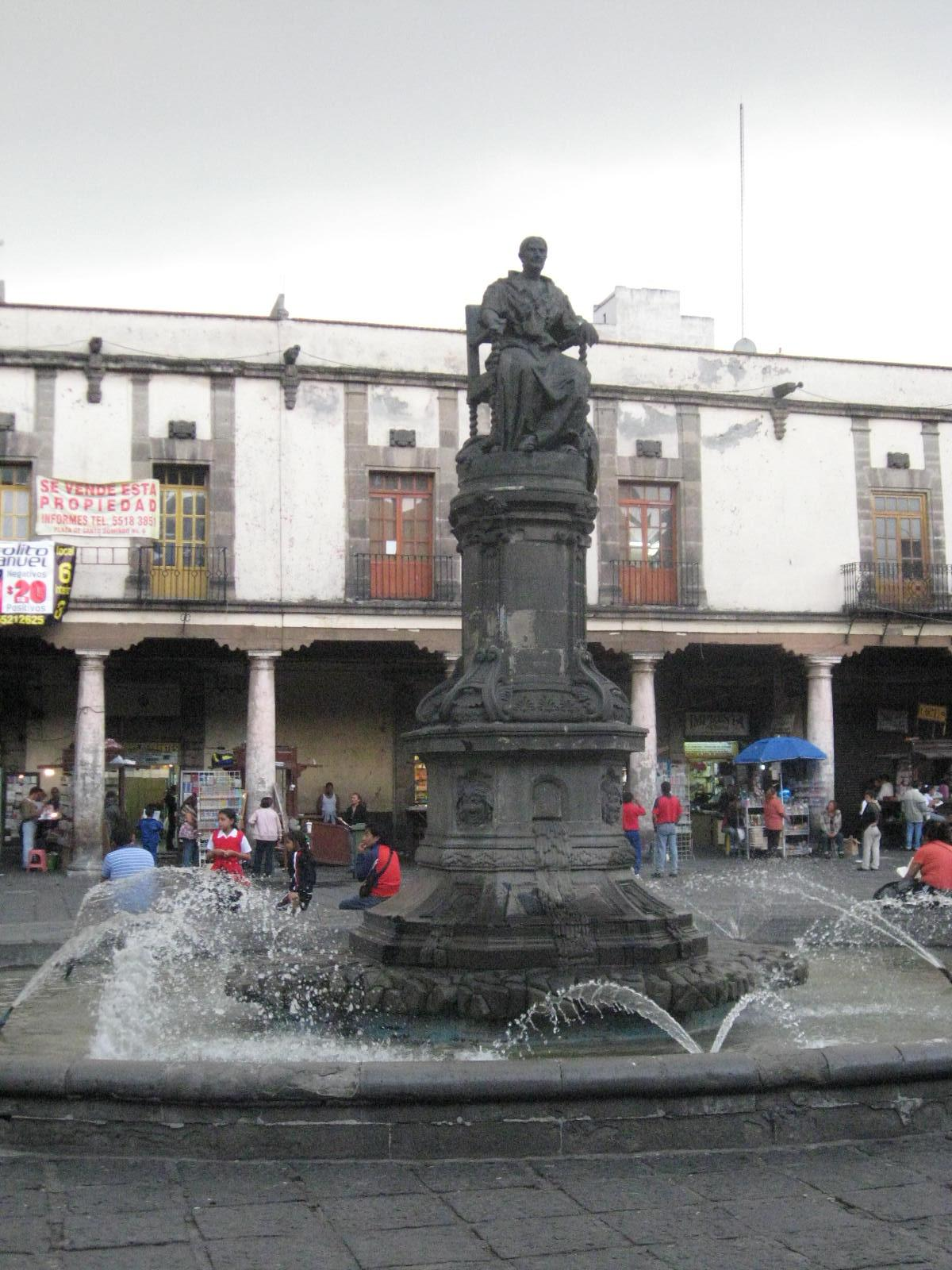
Статуя Хосефи Ортіс де Домінгес на площі Санто-Домінго в Мехіко.

Хосефа Ортіс де Домінгес - мексиканська національна героїня, Бенеметріта де ла Патріа і засновниця Мексики, її ім'я написане золотими літерами на Стіні пошани Законодавчого палацу Сан-Ласаро, а також на Монументі Незалежності разом з іншими героїнями-повстанцями, її зображення з'являлося на банкнотах і монетах протягом усього часу.
Її пам'ять вшановують дві статуї: одна на площі Санто-Домінго в Мехіко, інша на площі Коррегідора в Сантьяго-де-Керетаро, а по всій Мексиці кілька шкіл, вулиць і лікарень носять ім'я, під яким вона була відома: «Коррегідора».
Стадіон Сантьяго де Керетаро також носить цю назву.

## Дивіться також
- Леона Вікаріо
- Марія Ігнасія Родрігес де Веласко
- Гертрудіс Боканегра
- Рита Перес де Морено
- Рафаела Лопес Агуадо де Район

## Хосефа Ортіс де Домінгес
- Аграц Г. (1992) Корегідори. Том 1. Авторське видання. Мексика

## Зовнішні посилання
- Біографія Хосефи Ортіс де Домінгес
- Факсиміле свідоцтва про хрещення Хосефи Ортіс де Домінгес